# العقيدة السرية

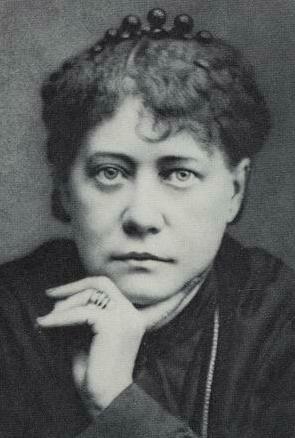
مؤلفة الكتاب - بيتروفنا بلافاتسكي

كتاب العقيدة السرية، ملخص عن العلم، الدين والفلسفة واحد من أهم إنجازات هيلينا بتروفنا بلافاتسكي. وهدفه وضع تعاليم الحِكمة الأبديَّة والعلمية والدينية. نشر الكتاب الأول سنة 1888 على جزئين، الجزء الأول دراسة نسبية للتطور الكوني ونشأته والجزء الثاني يعالج التطور الإنساني ونشأته، وجاء الكتاب كملخص للعقائد الثيوصوفية الحركة التي ساعدت بلافاتسكي على انشائها، ونشر الكتاب الثالث على يدي الجمعية الثيوصوفية من بعد وفاة بلافاتسكي.

## الكتاب الأول ( نشأة الكون )
الكتاب الأول لبلافاتسكي يشرح أصل الكون ونشأته وجائت الفكرة مماثللة لفكرة اليوغا الهندوسية
تعالج فيه التكوين على مدى الأطوار الزمنية المتناهية الامتداد والنشأة الأولية وأرادت بأن تثبت بأن العلم المادي قد ارتكب عدة أخطاء في فكرة خلق الكون وأن المادية أخطأت.

## الكتاب الثاني
الجزء الثاني يشرح أصل الإنسان ونشأته لتصل إلى النموذج الجذري للجنس البشري وتقسم بلافاتسكي البشرية إلى سبعة أجناس .

## الكتاب الثالث
أرادت بلافاتسكي بأن تنشر الكتاب الثالث والرابع ولكن هذه الأجزاء نشرت على يدي آني بيسانت.

## النظريات العرقية
يعتقد كثير من مناهضي العقيدة الثيوصوفية بأن المعلومات الواردة في كتاب بلافاتسكي بخصوص تراتبية الأعراق وفر مرجعية ملائمة للفكر القومي الاشتراكي الألماني أو النازي لكراهية الأعراق الأخرى خاصة السامية واليهود بالتحديد.

## الوصلات الخارجية
- العقيدة السرية للتصفح الكتاب رقم 1 و2
- الكتاب الثالث
- موقع بلافاتسكي
- ملخص بالعربية